# کیم گه شی
کیم گِه شی (کره‌ای: 김개시; هانجا: 金介屎؛ درگذشته ۱۶۲۳) یا قبلاً با نام بانوی دربار کیم (کره‌ای: 상궁 김씨; هانجا: 尙宮 金氏) شناخته می‌شد، یک بانوی دربار در دوران چوسان بود که معشوقهٔ پادشاه سون‌جو و پسرش پادشاه گوانگ‌هه پس از مرگ سون‌جو بود. در دوران سلطنت گوانگ‌هه او در مسائل ایالتی دخالت می‌کرد و قدرت را در دست گرفت اما پس از برکناری گوانگ‌هه از سلطنت، گردن زده شد.